# Francisco Noriega
Francisco Noriega, in der Koseform seines Vornamens auch bekannt als Panchito sowie unter dem Spitznamen El Flaco (Der Dünne), ist ein ehemaliger (wahrscheinlich mexikanischer) Fußballspieler auf der Position eines Stürmers.

## Laufbahn
Noriega erzielte zwischen 1955 und 1965 insgesamt 47 Treffer für den Club Necaxa und gehört somit zu den erfolgreichsten Torjägern des Vereins. In der Saison 1959/60 gewann er mit Necaxa den mexikanischen Pokalwettbewerb.

## Erfolge
- Mexikanischer Pokalsieger: 1960